# Bataille de Villersexel
Guerre franco-prussienne de 1870
Batailles
- Chronologie de la guerre franco-prussienne de 1870
- Sarrebruck (08-1870)
- Wissembourg (08-1870)
- Forbach-Spicheren (08-1870)
- Wœrth (08-1870)
- Bitche (08-1870)
- Phalsbourg (08-1870)
- Borny-Colombey (08-1870)
- Strasbourg (08-1870)
- Mars-la-Tour (08-1870)
- Toul (08-1870)
- Gravelotte (08-1870)
- Metz (08-1870)
- Nouart (08-1870)
- Beaumont (08-1870)
- Noisseville (08-1870)
- Sedan (08-1870)
- Montmédy (09-1870)
- Soissons (09-1870)
- Siège de Paris et chronologie du siège (09-1870)
- Nompatelize (10-1870)
- Bellevue (10-1870)
- Châtillon (10-1870
- Châteaudun (10-1870)
- Buzenval (10-1870)
- Bourget (10-1870)
- Dijon (10-1870)
- Belfort (11-1870)
- La Fère (11-1870)
- Langres (11-1870)
- Bouvet et Meteor (navale) (11-1870)
- Coulmiers (11-1870)
- Thionville (11-1870)
- Châtillon-sur-Seine (11-1870)
- Villers-Bretonneux (11-1870)
- Beaune-la-Rolande (11-1870)
- Champigny (11-1870)
- Orléans (12-1870)
- Loigny (12-1870)
- Châteauneuf (12-1870)
- Beaugency (12-1870)
- Longeau (12-1870)
- l’Hallue (12-1870)
- Siège de Péronne (1871)
- Bapaume (01-1871)
- Villersexel (01-1871)
- Le Mans (01-1871)
- Héricourt (01-1871)
- Saint-Quentin (01-1871)
- Buzenval (01-1871)

La bataille de Villersexel lors de la guerre franco-prussienne de 1870 oppose le 9 janvier 1871 des éléments de l'armée de l'Est sous la direction du général Bourbaki aux troupes prussiennes commandées par le général von Werder. Elle se termine par une victoire française, restée sans lendemain, puisqu'elle précède une défaite à l'occasion de la bataille de la Lizaine.

## Contexte
Les troupes françaises sont affaiblies par d'importantes difficultés de ravitaillement qui freinent leurs mouvements. Cette inorganisation, conjuguée à des conditions climatiques rigoureuses, s'inscrit en outre dans le contexte des déroutes précédentes marquées par les capitulations de Napoléon III à Sedan, du maréchal Bazaine à Metz et du siège de Paris. L'objectif de l'armée de l'Est est de rejoindre Belfort, où résiste le colonel Denfert-Rochereau, pour prendre les forces allemandes à revers.

## Ordre de bataille

### France
- 92e régiment d'infanterie de ligne
- 44e régiment de marche formé de compagnies de marche des 3e, 17e, 21e, 49e, 53e, 56e, 66e et 73e régiments d'infanterie de ligne, de 2 compagnies des 34e et 42e régiments d'infanterie de ligne, de 3 compagnies des 88e et 99e régiments d'infanterie de ligne et d'une compagnie du 98e régiment d'infanterie de ligne.
- 47e régiment de marche formé du 1er bataillon de marche de la légion d'Antibes, de 700 moblots des Deux-Sèvres et de Saône-et-Loire et du 4e bataillon du 78e régiment d'infanterie de ligne.
- 52e régiment de marche formé de compagnies de marche des 86e régiment d'infanterie de ligne (3 compagnies), 55e régiment d'infanterie de ligne (2 compagnies), 41e, 42e, 58e, 67e, 76e, 89e et 100e régiment d'infanterie de ligne (1 compagnie).
- 9e bataillon de marche de chasseurs à pied formé de 1 compagnie des 3e, 4e, 6e et 9e bataillons de chasseurs à pied.
- 3e régiment de marche de zouaves formé de 18 compagnies de marche du 3e régiment de zouaves.
- 6e régiment de marche de cuirassiers formé de 4 escadrons pris sur chacun des 2e, 3e, 4e et 10e régiments de cuirassiers.
- 5e régiment de marche de dragons formé de 4 escadrons pris sur chacun des 7e, 8e, 9e et 12e régiments de dragons.
- 18e batterie du 14e régiment d'artillerie
- 19e régiment provisoire formé de la garde nationale mobile du Cher
- 58e régiment provisoire formé de la garde nationale mobile des Vosges
- Régiment provisoire Corse formé des 1er et 2e bataillons de la garde nationale mobile de la Corse
- 1er et 2e bataillons de la garde nationale mobile des Pyrénées-Orientales

### Prusse
Les Prussiens envoient dans un premier temps une avant-garde qui part le 8 janvier 1871 des environs de Vesoul en direction de Villersexel par Noroy-le-Bourg, Autrey-lès-Cerre et Borey. Ce sont les unités de cette avant-garde appartenant à la 4e division de réserve qui entrent les premières en conflit avec les troupes françaises.
Pour les remplacer, l’armée prussienne dépêche le 9 janvier les unités suivantes :
- la brigade Goltz de la 13e division ;
- le 1er régiment d’infanterie du Rhin (ou le no 25 de l’armée prussienne, dit régiment von Lützow), appartenant au XIVe corps d’armée, 28e division, 56e brigade d’infanterie. Il est sous le commandement du colonel von Loos assisté par le commandant Spangenberg et le capitaine Reisewitz, le commandant en chef du régiment est Charles de Wurttemberg ;
- le 4e régiment d’infanterie rhénan „Graf Werder“ (ou le no 30 de l’armée prussienne).

L’avant-garde a été placée sous le commandement du generalmajor von Treskow. Elle était composée de :
- la 4e brigade de cavalerie de réserve ;
- le bataillon de fusiliers du 1er régiment d’Infanterie du Rhin (n° 25 de l’armée prussienne) ;
- le 2e bataillon du 1er régiment d’infanterie du Rhin ;
- le 1er régiment d’uhlans de réserve sous le commandement du lieutenant-colonel von Wulffen ;
- la 1re et 2e batterie lourde de réserve sous le commandement respectivement des capitaines Glagau et Otto ;
- une section du détachement du service de santé militaire.

## Déroulement

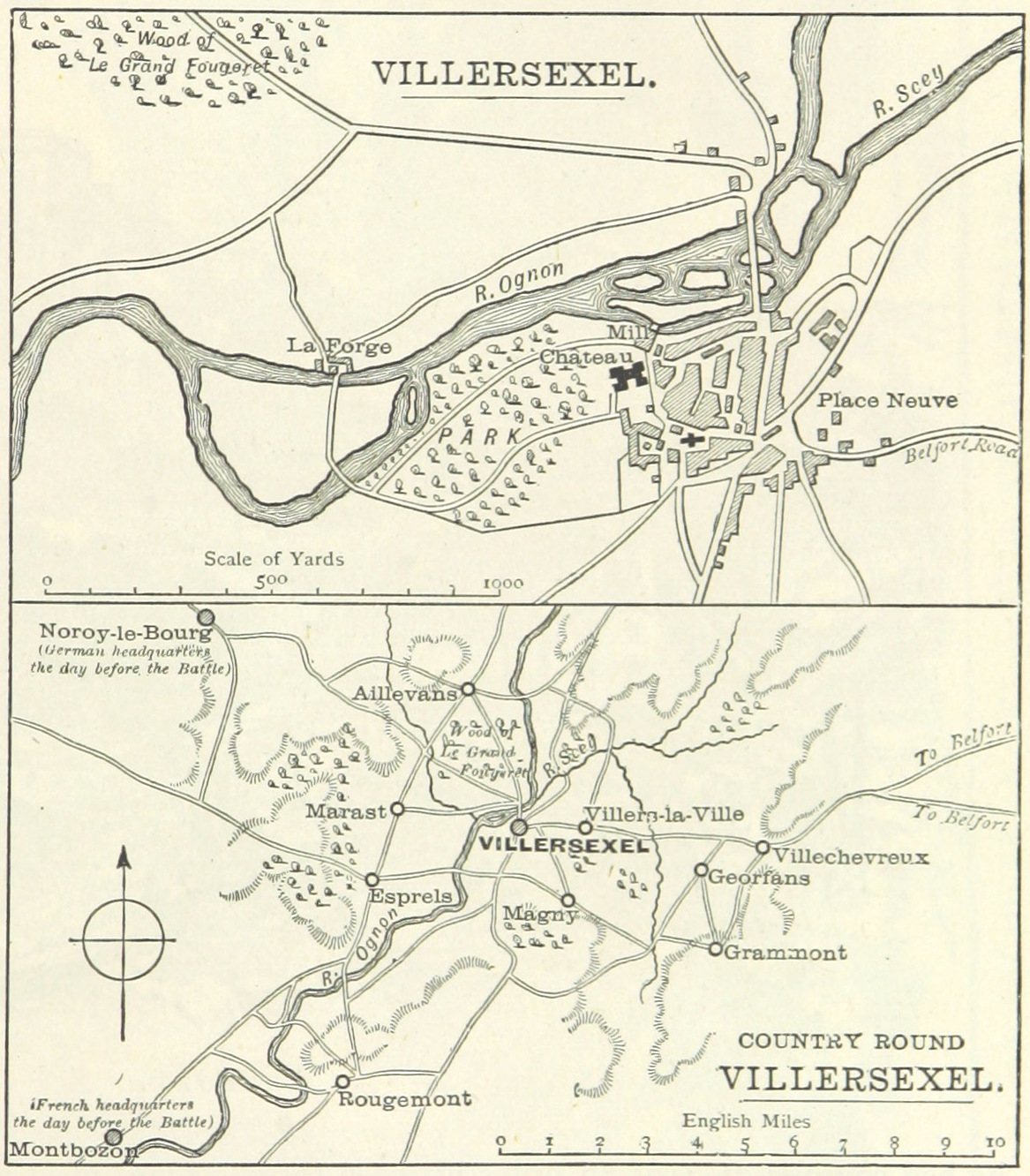
Carte de Villersexel à l'époque de la bataille.

Le contact s'opère dans la matinée du 9 janvier dans la localité de Villersexel, où un détachement français s'est installé la veille. Les Prussiens parviennent à déborder les troupes qui tiennent le pont sur l'Ognon, en empruntant une passerelle peu protégée en aval. À 13 heures, Villersexel est occupée par les Allemands qui prennent possession du château. Les combats se poursuivent aux alentours, à l'ouest à Esprels et Autrey-le-Vay, à l'est à Villers-la-Ville. La contre-attaque française est menée dans l'après-midi par Bourbaki lui-même, le château étant repris à 17 heures après une mêlée confuse où les adversaires s'affrontent au corps à corps. La résistance se poursuit une partie de la nuit, cessant vers 3 heures le 10 janvier avec l'évacuation des troupes prussiennes. Bourbaki ne reprendra son mouvement que le 13 janvier, alors que Werder a pu se replier une vingtaine de kilomètres au nord sur la Lizaine.

Diverses représentations de la bataille.
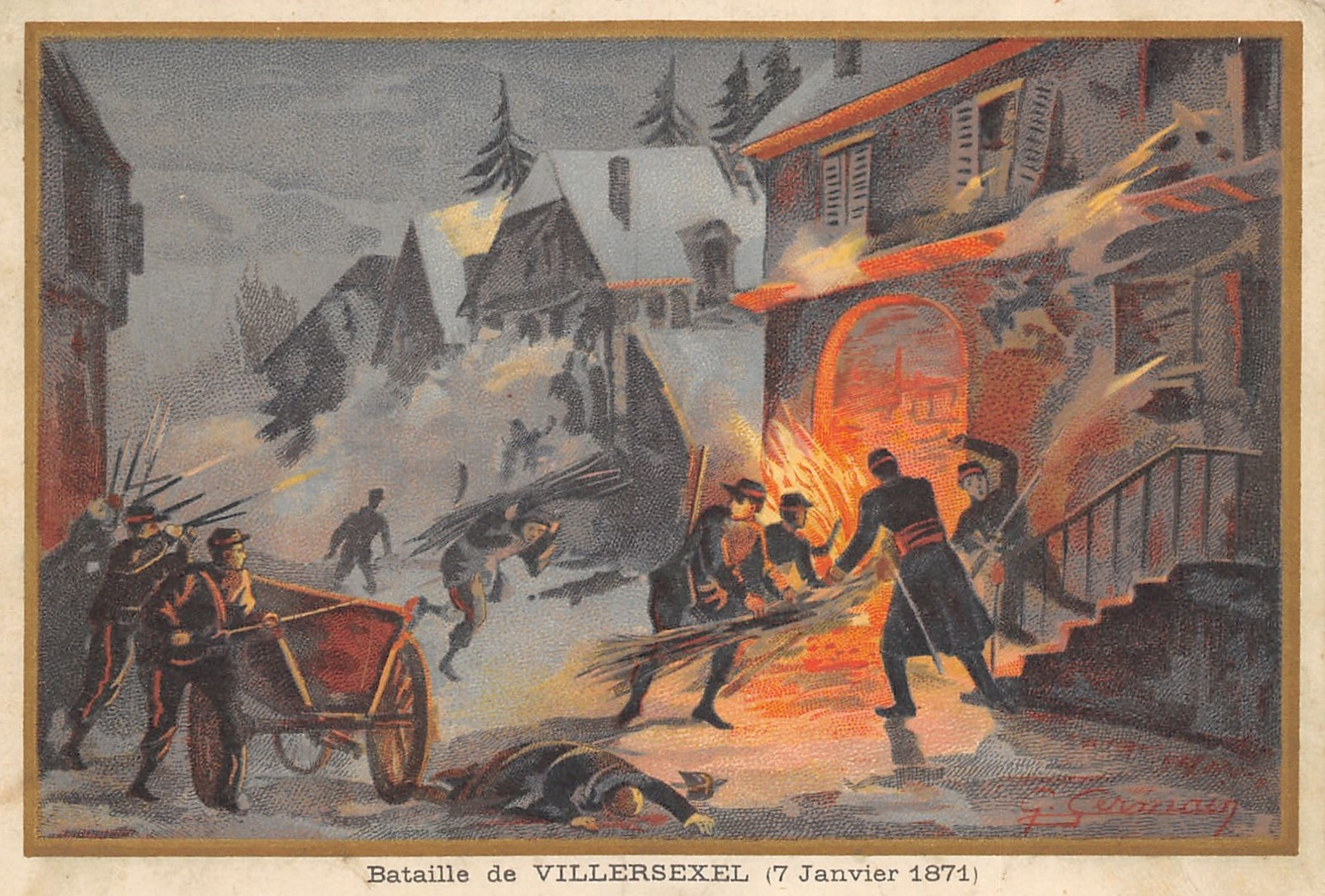
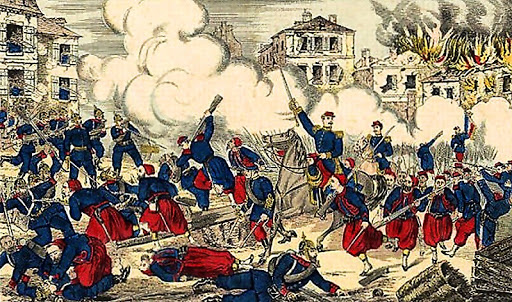
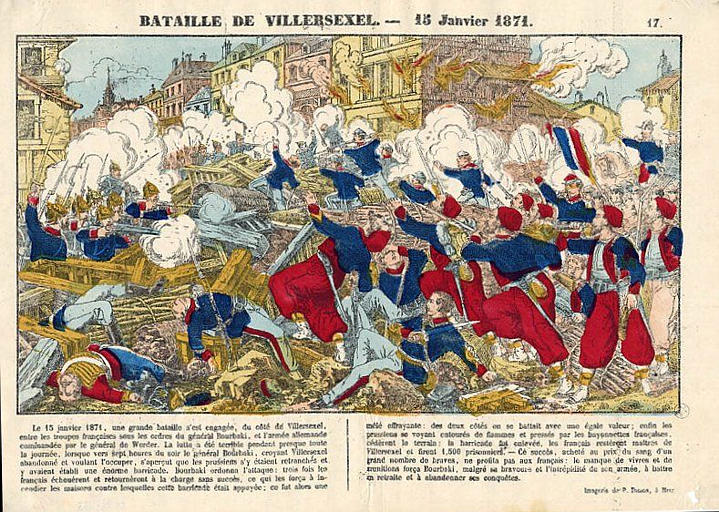

## Conséquences
Le château des Grammont, détruit durant la bataille, sera reconstruit ultérieurement. Le village, également incendié, a été particulièrement touché dans sa partie basse vers l'Ognon. L'activité minière et industrielle des houillères et saline de Gouhenans voisines est fortement ralentie par ces événements. Le chevalement du puits no 10 qui domine les plaines environnantes est utilisé par les troupes prussiennes comme point d'observation au cours de la bataille.

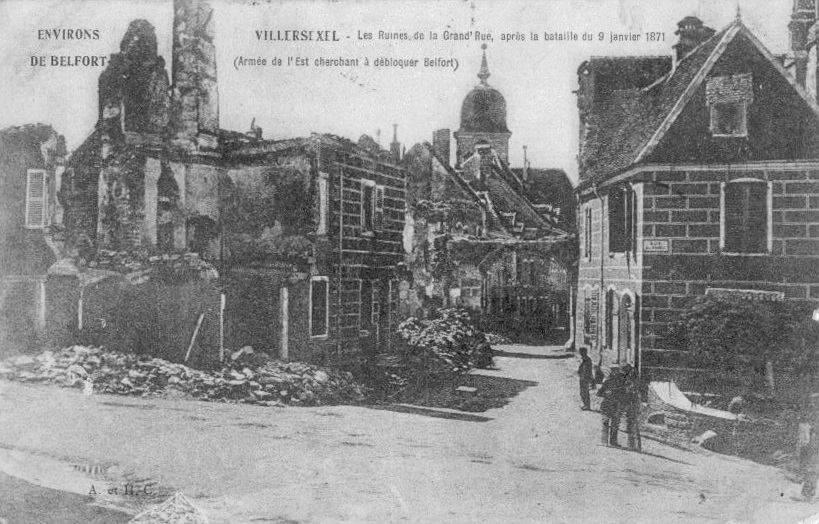
Vue des destructions du Bourg.
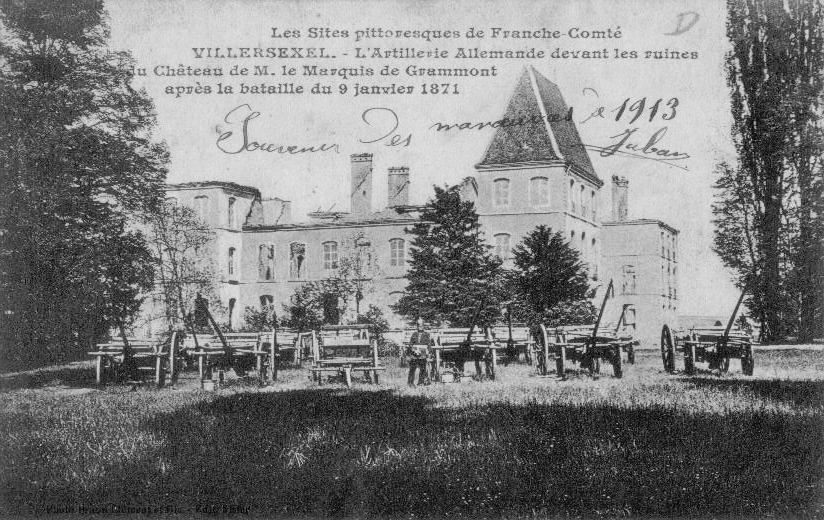
L'artillerie allemande devant les ruines du château.
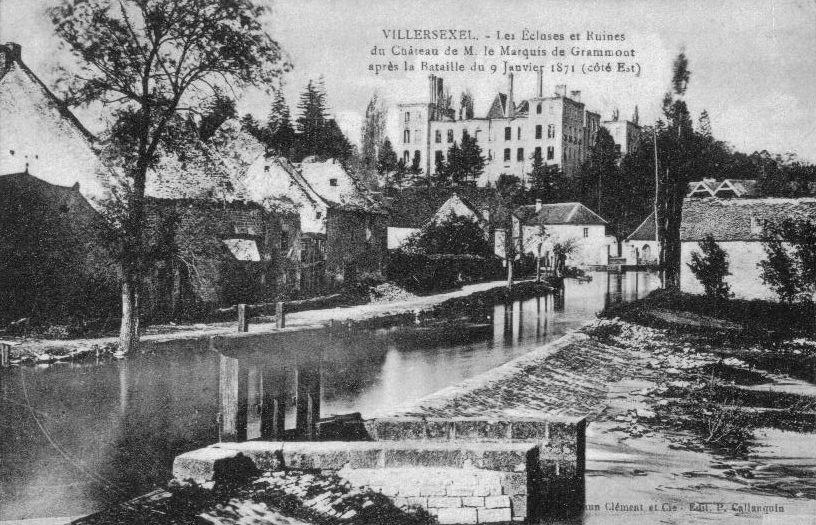
Vue des destructions bas-village.

## Hommages
À Villersexel, divers monuments commémorent cette bataille. Le monument aux morts principal est construit en 1874 dans le centre-ville. Dans le cimetière un monument aux morts de la guerre de 1870 en forme de croix ainsi qu'une tombe commune et des tombes individuelles de soldats allemands morts lors de cette guerre. Enfin, en périphérie du bourg, se trouve le « monument des cosaques » qui rend hommage aux soldats de l'armée de l'Est tués lors de la bataille de Villersexel. Il est construit en 1893, inauguré le 15 novembre 1896 (en même temps que le monument du centre) et déplacé en 2006 lors de la construction de la LGV Rhin-Rhône.
La rue de Villersexel, dans le septième arrondissement de Paris, est nommée en 1883 en souvenir de la bataille.

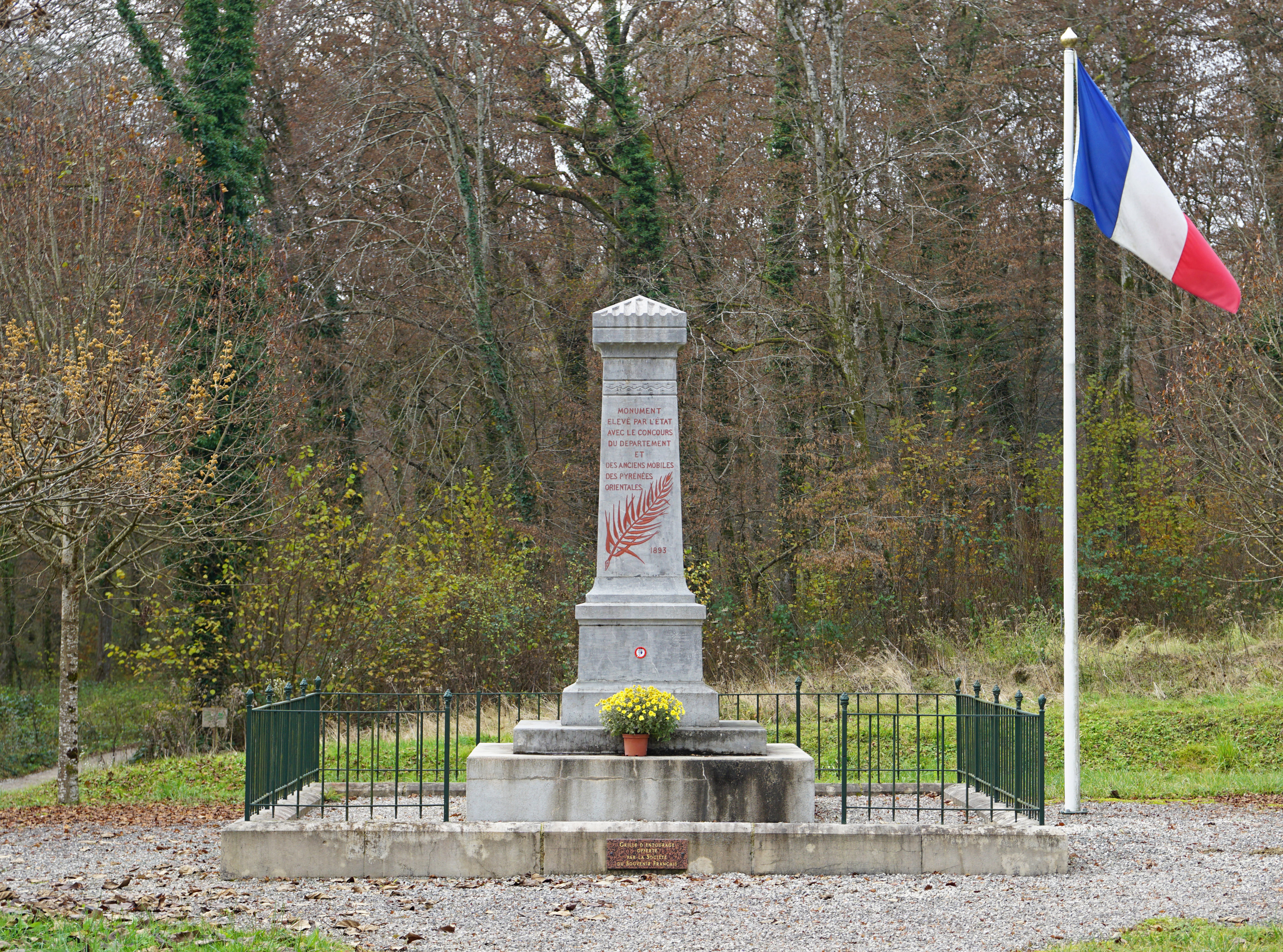
Le monument des cosaques.
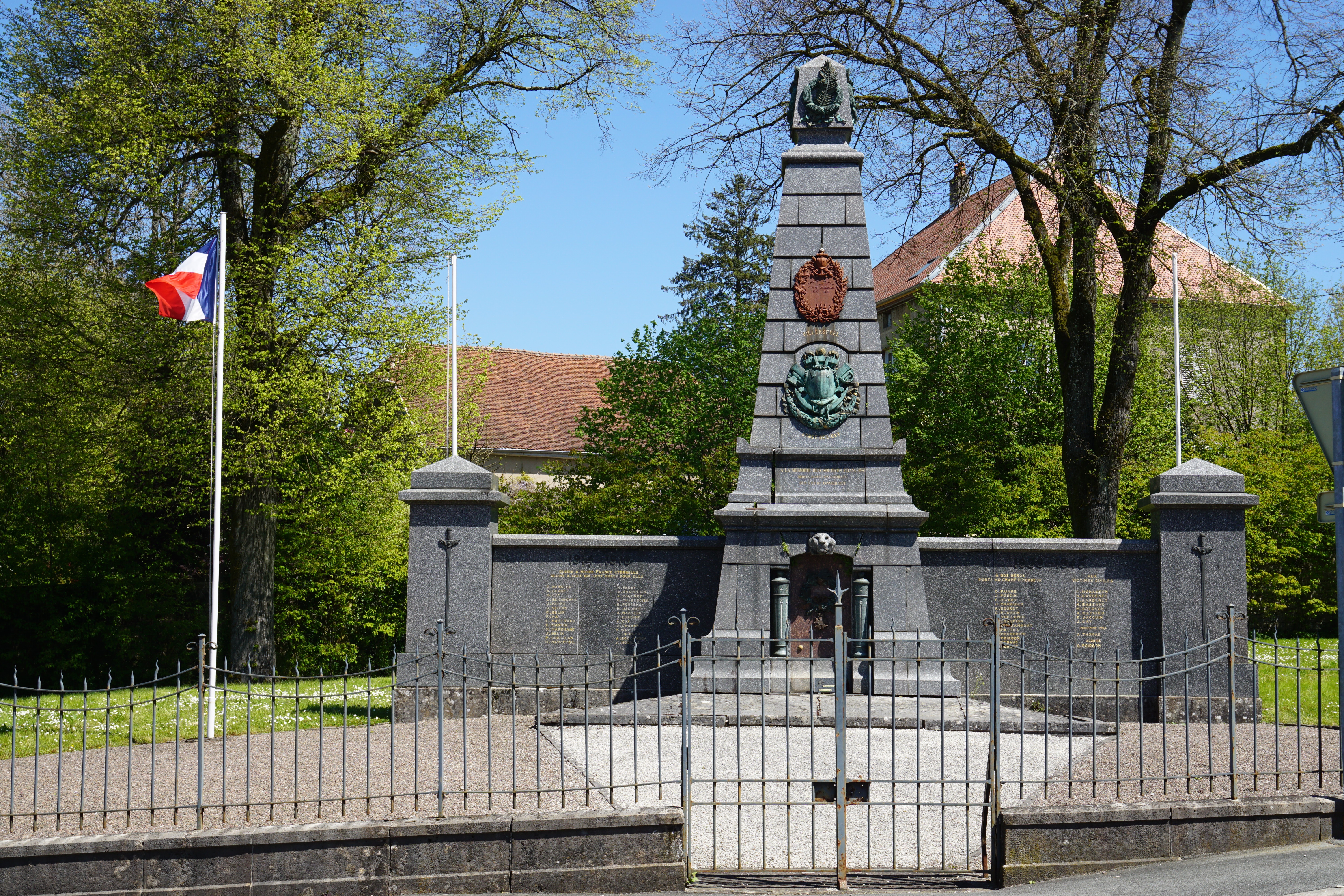
Le monument aux morts principal.
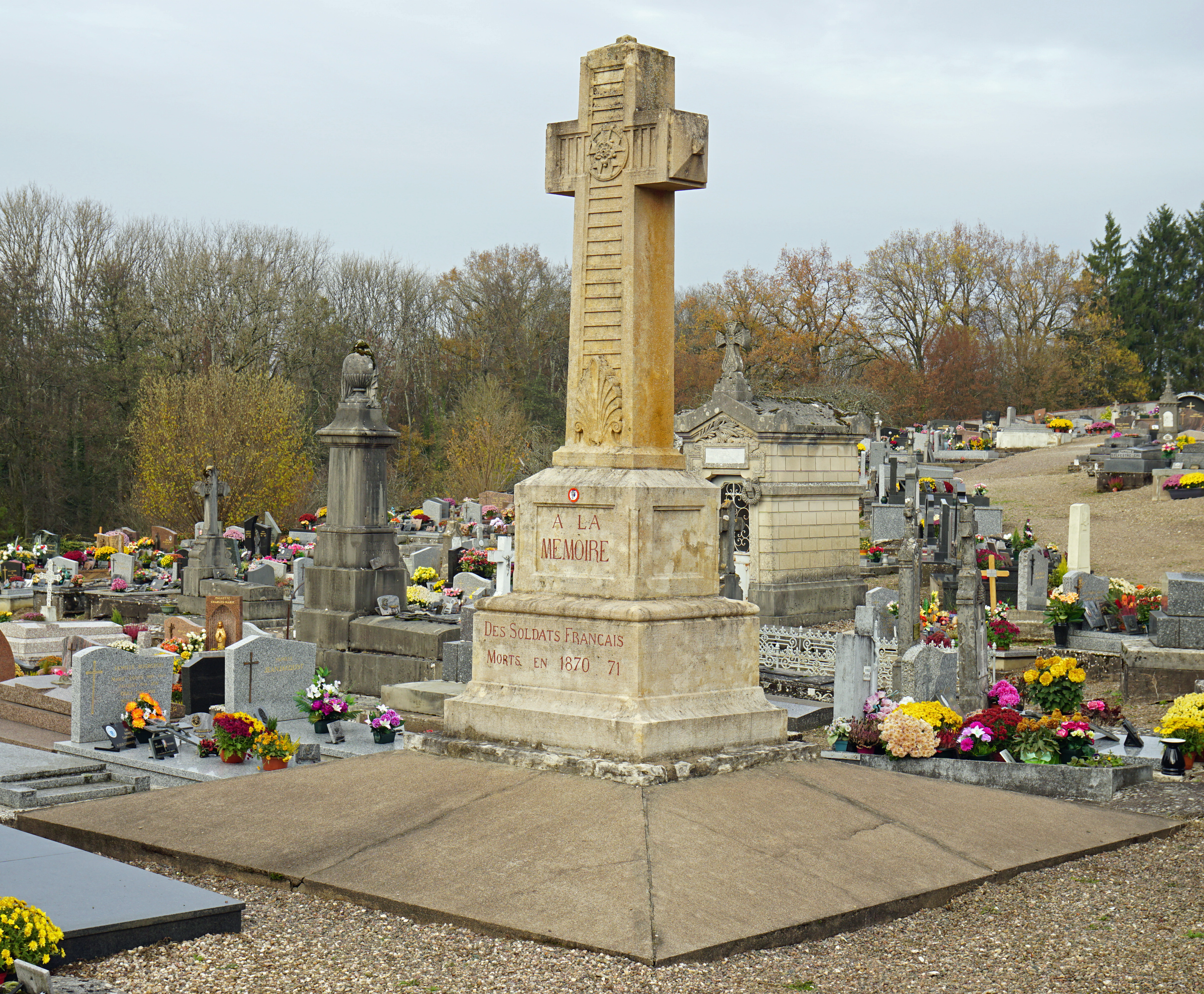
Le monument aux morts de la guerre de 1870 en forme de croix.
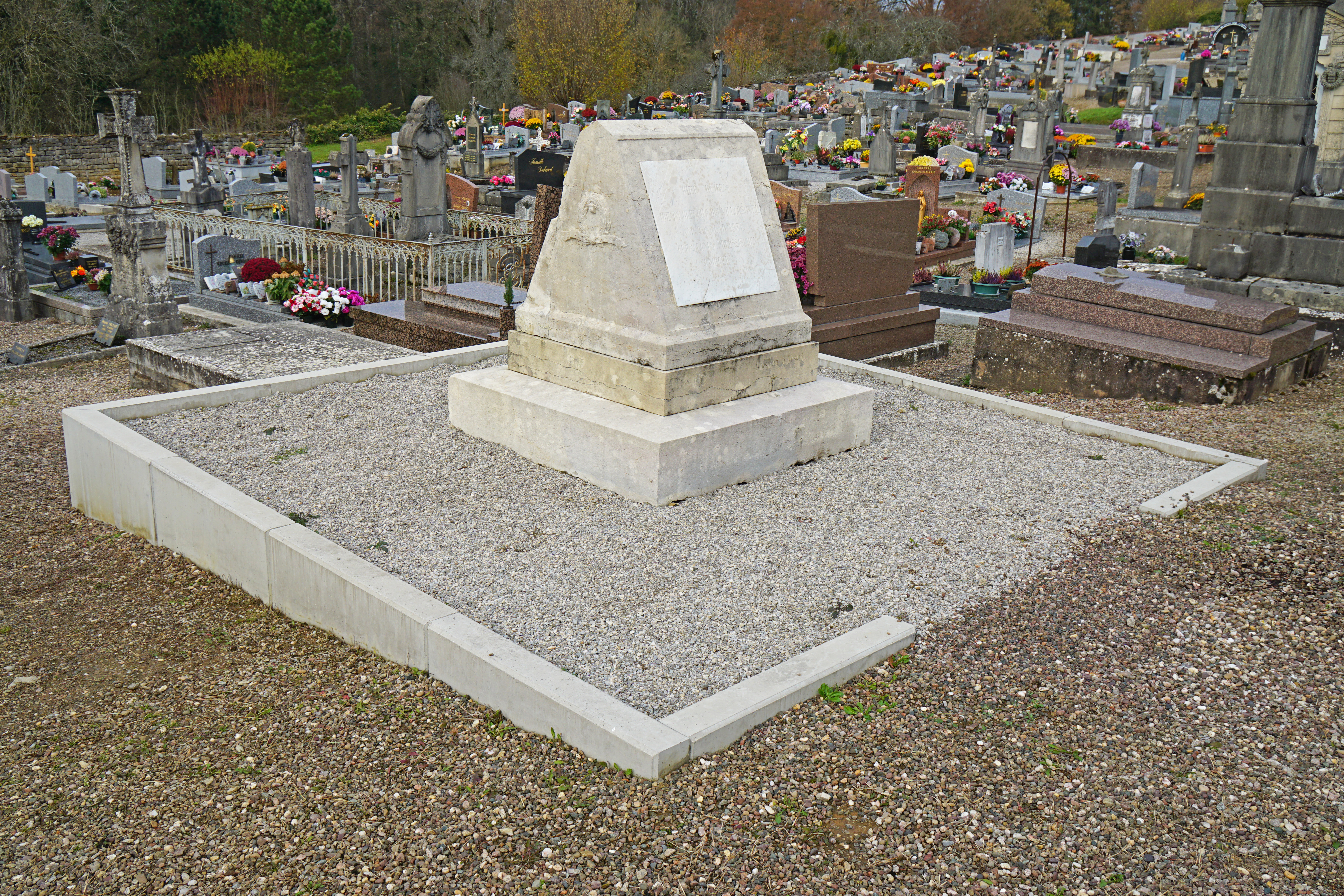
La tombe commune des soldats allemands.